# Xã York, Quận Darke, Ohio
Xã York (tiếng Anh: York Township) là một xã thuộc quận Darke, tiểu bang Ohio, Hoa Kỳ. Năm 2010, dân số của xã này là 503 người.